# Gianni Ferrio
Gianni Ferrio (Vicenza, 16 novembre 1924 – Roma, 20 ottobre 2013) è stato un direttore d'orchestra, arrangiatore e compositore italiano. È entrato nella storia della musica italiana come autore di alcune canzoni diventate degli evergreen, come Piccolissima serenata (incisa tra gli altri da Teddy Reno e Renato Carosone), Parole parole  (successo internazionale di Mina e Alberto Lupo, inciso anche da Dalida e Alain Delon), Non gioco più, anch'essa incisa da Mina, e molte altre.
Ha composto circa 120 colonne sonore per il cinema.

## Biografia
Inizia l'attività di direttore d'orchestra negli anni '40; nel decennio successivo collabora come arrangiatore con la CGD, allora di proprietà del suo fondatore, il cantante Teddy Reno; in questo periodo ha modo di collaborare con cantanti come Jula de Palma, Johnny Dorelli e lo stesso Teddy Reno, per cui scrive nel 1958 Piccolissima serenata. Nel 1961 ha la direzione musicale del varietà Tutto è musica con la regia di Fernanda Turvani.
Dirige l'orchestra al Festival di Sanremo 1959, al Festival di Sanremo 1962 e all'Eurovision Song Contest 1965; a Sanremo ritornerà poi nel 2007 (Festival di Sanremo 2007) nuovamente come direttore d'orchestra oltre che come compositore di Meglio così, interpretata da Dorelli.
Ha composto molte colonne sonore per il cinema, tra cui è da ricordare quella per il film di Giorgio Ferroni del 1965 Un dollaro bucato, in cui scrive la canzone A Man...a Story cantata da Fred Bongusto, che nella versione in italiano (con il titolo Se tu non fossi bella come sei), raggiunge all'epoca il vertice delle classifiche musicali.
Nel 1970 realizza gli arrangiamenti e dirige l'orchestra per l'album dal vivo di Jula de Palma, Jula al Sistina, pubblicato dall'RCA Italiana.

Gianni Ferrio accompagna al pianoforte Jula de Palma insieme al maestro Lelio Luttazzi (1964)

Ha partecipato a molte importanti trasmissioni televisive mandate in onda dalla Rai, come Teatro 10, Bambole, non c'è una lira, o Milleluci, per cui scrive la sigla finale, Non gioco più, incisa da Mina con la partecipazione all'armonica a bocca di Toots Thielemans che ha successo anche in Spagna e in America Latina, tradotta in No juego más; nel 2004 è stata reincisa dai Marlene Kuntz nell'EP Fingendo la poesia.
Per la tv ha scritto e diretto le musiche per i più importanti spettacoli del sabato sera, con la regia di Antonello Falqui, avendo così l'opportunità di lavorare con personaggi come Astor Piazzolla, Luiz Bonfá, James Taylor, Jerry Lewis, Mina, Caterina Valente, Elis Regina, Ornella Vanoni, Milva e Gigi Proietti.

Copertina dell'album Mina quasi Jannacci di Mina, nel quale il maestro Ferrio ha curato gli arrangiamenti

 Sempre per la televisione, è da ricordare la colonna sonora della serie Tuttototò (1967), omaggio postumo al grande artista napoletano, ed in particolare la travolgente sigla iniziale Sciabadabadà, eseguita da I Cantori Moderni di Alessandroni.
Nell'estate del 1976, scrive le voci di Mina in Plurale, un album decisamente eccentrico in cui la cantante ecletticamente esegue brani di ogni tipo ed epoca cantando tutte le voci e i cori, utilizzando al massimo la tecnica della sovraincisione all'epoca appena sperimentata, arrivando a registrare 16 voci diverse. Tra i titoli, la toccante ll testamento Del Capitano, eseguita come un coro alpino "a cappella" ovvero senza accompagnamento strumentale.
Con Mina collabora nuovamente nel 1977 per gli arrangiamenti dell'album Mina quasi Jannacci, caratterizzato da arrangiamenti raffinati e arditi, con i quali, il maestro e la cantante compiono quella che si può definire un'operazione di "altissima teatralità" su vinile.

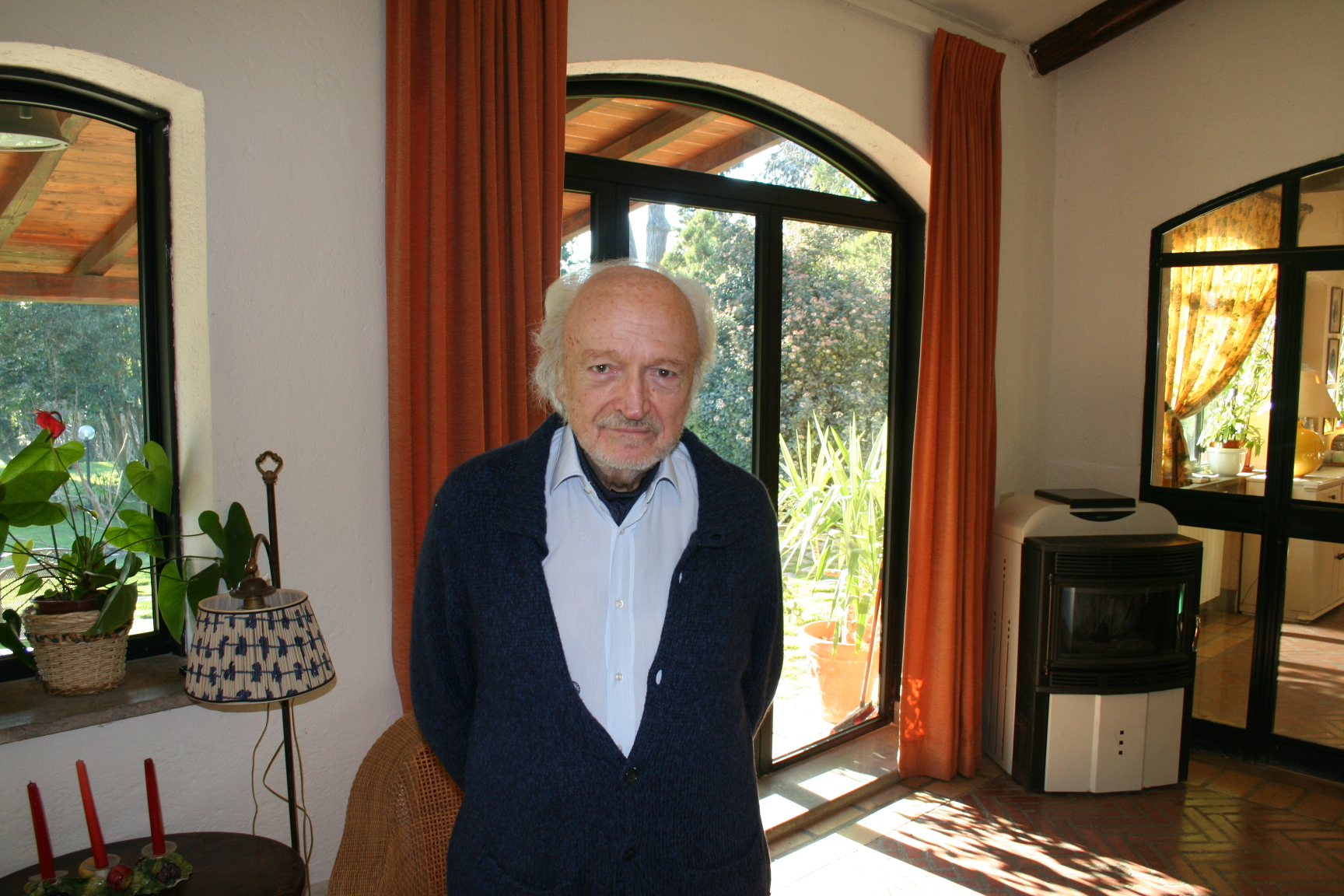
Gianni Ferrio nella sua casa di Roma nel 2008

Nel 2001 Ferrio ha arrangiato e diretto l'album Girltalk di Caterina Valente.
Nel 2002, nell'ambito del Premio Pippo Barzizza, gli viene assegnato il trofeo alla carriera in qualità di arrangiatore e compositore.
Sempre nel 2002 collabora con Mina, dirigendo l'orchestra nell'album Mina per Wind; la collaborazione prosegue nel 2003, con la cura degli arrangiamenti dell'album Napoli secondo estratto, e nel 2005, con gli arrangiamenti di L'allieva, omaggio della "Tigre di Cremona" a Frank Sinatra.
Nel 2007 insieme a Giorgio Calabrese compone il brano Meglio così con il quale, dirigendo anche l'orchestra, accompagnerà  Johnny Dorelli in gara al Festival di Sanremo 2007.

### Vita privata
Era sposato con la ballerina ed attrice Alba Fossati, nota con lo pseudonimo di Alba Arnova, già giovane étoile e poi prima ballerina del teatro Colón di Buenos Aires e celebre anche per essere stata cacciata nel 1955 dalla Rai da Filiberto Guala per il sospetto di aver danzato a gambe nude (in realtà indossava un'aderente calzamaglia rosa che in controluce poteva suggerire, secondo la censura di allora, un passaggio "senza veli"). Il programma televisivo, in cui, sotto la guida del marito, danzava accompagnata dai migliori musicisti jazz del momento, si intitolava La piazzetta.

## Canzoni
| Anno | Titolo                                                                        | Autori del testo                         | Autori della musica                     | Interpreti                                    |
| ---- | ----------------------------------------------------------------------------- | ---------------------------------------- | --------------------------------------- | --------------------------------------------- |
| 1957 | Piccolissima serenata                                                         | Antonio Amurri                           | Gianni Ferrio                           | Teddy Reno, Paolo Bacilieri e Renato Carosone |
| 1962 | Improvvisamente                                                               | Antonio Amurri                           | Gianni Ferrio                           | Mina                                          |
| 1963 | Lady Bossa Nova                                                               | Tino Fornai                              | Gianni Ferrio                           | Marina Moran                                  |
| 1963 | Non mi dire "adeus"                                                           | Tino Fornai                              | Gianni Ferrio                           | Marina Moran                                  |
| 1963 | Stanotte come ogni notte                                                      | Guido Castaldo e Maurizio Jurgens        | Gianni Ferrio                           | Marina Moran                                  |
| 1963 | Poche parole                                                                  | Tino Fornai                              | Gianni Ferrio                           | Marina Moran                                  |
| 1963 | Un desiderio per l'estate                                                     | Tino Fornai                              | Gianni Ferrio                           | Marina Moran                                  |
| 1963 | La ragazza color caffè                                                        | Tino Fornai                              | Gianni Ferrio                           | Marina Moran                                  |
| 1963 | Eden Rock                                                                     | Tino Fornai                              | Gianni Ferrio                           | Marina Moran                                  |
| 1965 | Ora o mai più                                                                 | Antonio Amurri                           | Gianni Ferrio                           | Mina                                          |
| 1968 | Non cantare, spara (colonna sonora TV: Non cantare, spara)                    | Tata Giacobetti                          | Gianni Ferrio e Antonio Virgilio Savona | Quartetto Cetra                               |
| 1968 | Un uomo col cappello sugli occhi (colonna sonora TV: Non cantare, spara)      | Leo Chiosso                              | Gianni Ferrio                           | Mina                                          |
| 1969 | Emmanuelle (colonna sonora film: Io, Emmanuelle)                              | Antonio Amurri                           | Gianni Ferrio                           | Mina                                          |
| 1969 | Avengers (sigla di Agente speciale)                                           | Federico Monti Arduini e Giuseppe Cassia | Gianni Ferrio                           | Nancy Cuomo                                   |
| 1970 | Una donna, una storia                                                         | Antonio Amurri                           | Gianni Ferrio                           | Mina                                          |
| 1970 | Questa cosa chiamata amore                                                    | Antonio Amurri                           | Gianni Ferrio                           | Mina                                          |
| 1971 | Quando mi dici così                                                           | Antonio Amurri                           | Gianni Ferrio                           | Fred Bongusto                                 |
| 1971 | Sei tu, sei tu                                                                | Antonio Amurri                           | Gianni Ferrio                           | Fred Bongusto                                 |
| 1972 | Parole parole                                                                 | Leo Chiosso e Giancarlo Del Re           | Gianni Ferrio                           | Mina e Alberto Lupo                           |
| 1973 | Valentina (Controluce) (colonna sonora film: La morte accarezza a mezzanotte) | Strumentale                              | Gianni Ferrio                           | vocalizzi di Mina                             |
| 1973 | Paroles, paroles                                                              | Michaele                                 | Gianni Ferrio                           | Dalida e Alain Delon                          |
| 1974 | Penombra                                                                      | Giorgio Calabrese                        | Gianni Ferrio                           | Mina                                          |
| 1974 | Trasparenze                                                                   | Giorgio Calabrese                        | Gianni Ferrio                           | Mina                                          |
| 1974 | Din Don Dan                                                                   | Antonello Falqui e Roberto Lerici        | Gianni Ferrio                           | Raffaella Carrà                               |
| 1974 | Non gioco più                                                                 | Antonello Falqui e Roberto Lerici        | Gianni Ferrio                           | Mina                                          |
| 1976 | Good Evening Friends                                                          | Gianni Ferrio                            | Gianni Ferrio                           | Mina                                          |
| 1976 | Triste                                                                        | Antonio Amurri                           | Gianni Ferrio                           | Mina                                          |
| 1983 | Cantare e vai                                                                 | Antonello Falqui e Michele Guardì        | Gianni Ferrio                           | Milva                                         |
| 1986 | Scusi, me lo fa rivedere ?                                                    | Antonello Falqui e Roberto Lerici        | Gianni Ferrio                           | Gli Specchio                                  |
| 2000 | Memorare                                                                      | Bernardo di Chiaravalle                  | Gianni Ferrio                           | Mina                                          |
| 2002 | Mente                                                                         | Samuele Cerri                            | Gianni Ferrio                           | Mina                                          |
| 2007 | Meglio così                                                                   | Giorgio Calabrese                        | Gianni Ferrio                           | Johnny Dorelli                                |

## Discografia parziale

### Album
- 1970 – La morte risale a ieri sera (Cinevox, MDF 33.35)

### Singoli
- 1968 – Come back to Roma/Roma Ro' (Parlophon, QMSP 16444)

## Filmografia

### Colonne sonore
- Tipi da spiaggia, regia di Mario Mattoli (1959)
- Guardatele ma non toccatele, regia di Mario Mattoli (1959)
- Appuntamento a Ischia, regia di Mario Mattoli (1960)
- Chi si ferma è perduto, regia di Sergio Corbucci (1960)
- Totò, Fabrizi e i giovani d'oggi, regia di Mario Mattoli (1960)
- Signori si nasce, regia di Mario Mattoli (1960)
- Un dollaro di fifa, regia di Giorgio Simonelli (1960)
- Totòtruffa 62, regia di Camillo Mastrocinque (1961)
- Sua Eccellenza si fermò a mangiare, regia di Mario Mattoli (1961)
- I magnifici tre, regia di Giorgio Simonelli (1961)
- I due colonnelli, regia di Steno (1962)
- Appuntamento in Riviera, regia di Mario Mattoli (1962)
- I quattro moschettieri, regia di Carlo Ludovico Bragaglia (1963)
- Totò contro i quattro, regia di Steno (1963)
- Obiettivo ragazze, regia di Mario Mattoli (1963)
- Gli eroi del West, regia di Steno (1963)
- Frenesia dell'estate, regia di Luigi Zampa (1963)
- I gemelli del Texas, regia di Steno (1964)
- Un dollaro bucato, regia di Giorgio Ferroni (1965)
- Massacro al Grande Canyon, regia di Sergio Corbucci (1965)
- I due toreri, regia di Giorgio Simonelli (1965)
- Tre dollari di piombo, regia di Pino Mercanti (1965)
- Per pochi dollari ancora, regia di Giorgio Ferroni (1966)
- Ringo e Gringo contro tutti, regia di Bruno Corbucci (1966)
- Djurado, regia di Giovanni Narzisi
- El Desperado, regia di Franco Rossetti (1967)
- Il raggio infernale, regia di Gianfranco Baldanello (1967)
- I dolci vizi... della casta Susanna, regia di Franz Antel (1967)
- Gli altri, gli altri... e noi, regia di Maurizio Arena (1967)
- Totò Ye Ye, regia di Daniele D'Anza (1967)
- Susanna... ed i suoi dolci vizi alla corte del re, regia di Franz Antel (1968)
- Il trionfo della casta Susanna, regia di Franz Antel (1968)
- Sentenza di morte, regia di Mario Lanfranchi (1968)
- Joe... cercati un posto per morire!, regia di Giuliano Carnimeo (1968)
- I recuperanti, regia di Ermanno Olmi (1969)
- Vivi o preferibilmente morti, regia di Duccio Tessari (1969)
- Quei disperati che puzzano di sudore e di morte, regia di Julio Buchs, Lucio Fulci (non accreditato) (1969)
- Io, Emmanuelle, regia di Cesare Canevari (1969)
- La morte risale a ieri sera, regia di Duccio Tessari (1970)
- Appuntamento col disonore, regia di Adriano Bolzoni (1970)
- Io non spezzo... rompo, regia di Bruno Corbucci (1971)
- Viva la muerte... tua!, regia di Duccio Tessari (1971)
- L'arciere di fuoco, regia di Giorgio Ferroni (1971)
- Una farfalla con le ali insanguinate, regia di Duccio Tessari (1971)
- Reverendo Colt, regia di León Klimovsky (1971)
- La calandria, regia di Pasquale Festa Campanile (1972)
- Doppia coppia con regina (1972)
- La morte accarezza a mezzanotte, regia di Luciano Ercoli (1972)
- Amico, stammi lontano almeno un palmo..., regia di Michele Lupo (1972)
- Tony Arzenta - Big Guns, regia di Duccio Tessari (1973)
- L'isola misteriosa e il capitano Nemo, regia di Juan Antonio Bardem & Henri Colpi (1973)
- Oremus, Alleluia e Così Sia, regia di Alfio Caltabiano (1973)
- Roma rivuole Cesare, regia di Miklos Jancso (1974) film Tv Rai
- La poliziotta, regia di Steno (1974)
- La sculacciata, regia di Pasquale Festa Campanile (1974)
- I cannoni tuonano ancora, regia di Sergio Colasanti e Joseph Lerner (1974)
- L'uomo senza memoria, regia di Duccio Tessari (1974)
- Roma rivuole Cesare, regia di Miklós Jancsó – film TV (1974)
- Il vizio di famiglia, regia di Mariano Laurenti (1975)
- Classe mista, regia di Mariano Laurenti (1975)
- Il padrone e l'operaio, regia di Steno (1975)
- Una sera c'incontrammo, regia di Piero Schivazappa (1975)
- La segretaria privata di mio padre, regia di Mariano Laurenti (1976)
- L'affittacamere, regia di Mariano Laurenti (1976)
- La bidonata, regia di Luciano Ercoli (1977)
- La compagna di banco, regia di Mariano Laurenti (1977)
- California, regia di Michele Lupo (1977)
- La liceale nella classe dei ripetenti, regia di Mariano Laurenti (1978)
- Come perdere una moglie e trovare un'amante, regia di Pasquale Festa Campanile (1978)
- L'insegnante va in collegio, regia di Mariano Laurenti (1978)
- Travolto dagli affetti familiari, regia di Mauro Severino (1978)
- Milano... difendersi o morire, regia di Gianni Martucci (1978)
- La liceale seduce i professori, regia di Mariano Laurenti (1979)
- L'infermiera nella corsia dei militari, regia di Mariano Laurenti (1979)
- L'infermiera di notte, regia di Mariano Laurenti (1979)
- L'insegnante balla... con tutta la classe, regia di Giuliano Carnimeo (1979)
- Tutti a squola, regia di Pier Francesco Pingitore (1979)
- La settimana bianca, regia di Mariano Laurenti (1980)
- Non ti conosco più amore, regia di Sergio Corbucci (1980)
- La ripetente fa l'occhietto al preside, regia di Mariano Laurenti (1980)
- Mi faccio la barca, regia di Sergio Corbucci (1980)
- L'onorevole con l'amante sotto il letto, regia di Mariano Laurenti (1981)
- Una vacanza del cactus, regia di Mariano Laurenti (1981)
- La settimana al mare, regia di Mariano Laurenti (1981)
- Doris una diva del regime, regia di Alfredo Giannetti (1981)
- Dio li fa poi li accoppia, regia di Steno (1982)
- Caccia alle mosche, regia di Angelo Longoni (1983)
- Tex e il signore degli abissi, regia di Duccio Tessari (1985)
- Cane sciolto 3, regia di Giorgio Capitani (1992)
- Incontri proibiti, regia di Alberto Sordi (1998)

## Teatro
- Processo per magia da Apuleio, musiche originali, compagnia Renzo Giovampietro (1977)

Nel 1980 cura gli arrangiamenti per la produzione italiana del musical Applause debuttato al Teatro Nazionale di Milano e al Teatro Sistina di Roma con la regia di Antonello Falqui. Rossella Falk interpretava Margo Channing.

## Programmi televisivi
- Il Musichiere (1957-1960)
- Teatro 10 (1971-1972)
- Milleluci (1974)
- Bambole, non c'è una lira (1977)
- Al Paradise (1983-1985)

## Radio
- Ventiquattresima ora, regia di Silvio Gigli, programma in due tempi presentato da Mario Riva, orchestra diretta da Gianni Ferrio (1958-1959)